# Action démocratique nationaliste
Pour les articles homonymes, voir ADN (homonymie).
L'Action démocratique nationaliste (en espagnol : Acción Democrática Nacionalista ; ADN) est un parti politique conservateur bolivien fondé en 1979 par Hugo Banzer Suárez, peu après la chute de son régime dictatorial. Il est membre de l'Union des partis latino-américains et membre associé de l'Union démocrate internationale. 
L'ex-président Jorge Quiroga ainsi que l'ex-maire de Cochabamba, Manfred Reyes Villa, l'un des leaders de l'opposition à Evo Morales, ont déjà été membres de ce parti. Reyes Villa l'avait d'ailleurs quitté avant de fonder un autre parti de droite, Nouvelle force républicaine.

## Historique
L'Action démocratique nationaliste (ADN) est fondée par Hugo Banzer Suárez le 23 juin 1979, peu après qu'il ait été chassé du pouvoir par son ancien ministre du Gouvernement, Juan Pereda. En tant que chef du parti, Banzer participe aux élections générales de 1979, 1980, 1985, 1989 et de 1993, dans lesquelles il est défait. Toutefois, lors de ces dernières élections, il convient d'une entente avec le Mouvement de la gauche révolutionnaire (MIR) de Jaime Paz Zamora permettant à ce dernier d'accéder à la présidence de la Bolivie au second tour, en échange d'une participation au sein de son gouvernement. Dans ses politiques, l'influence de l'ADN au sein du gouvernement Paz Zamora sera notable. 
Il faut attendre les élections de 1997 pour que l'ADN, soutenue par plusieurs autres formations politiques, dont le MIR, accède au pouvoir au second tour. Banzer devient donc président de la Bolivie le 6 août 1997.
Lorsque Hugo Banzer Suárez démissionne de ses fonctions en 2001, la présidence du pays est assumée par son vice-président, Jorge Quiroga, qui complète le mandat jusqu'en 2002. Ce dernier se présente plus tard comme candidat présidentiel aux élections générales de 2005 avec le Pouvoir démocratique social, une coalition formée d'une grande partie des membres de l'ADN.
Le parti demeure peu présent sur la scène politique à partir de 2006. Il fait cependant une réapparition pour les élections générales de 2020 en y présentant María de la Cruz Bayá comme candidate présidentielle. Sa candidature est finalement retirée peu avant les élections, le parti préférant soutenir le candidat d'un autre parti. 